# Obtusaspis cynodontis
Obtusaspis cynodontis är en insektsart som först beskrevs av Hall 1937.  Obtusaspis cynodontis ingår i släktet Obtusaspis och familjen pansarsköldlöss.
Artens utbredningsområde är Zimbabwe. Inga underarter finns listade i Catalogue of Life.